# Elsa Morante

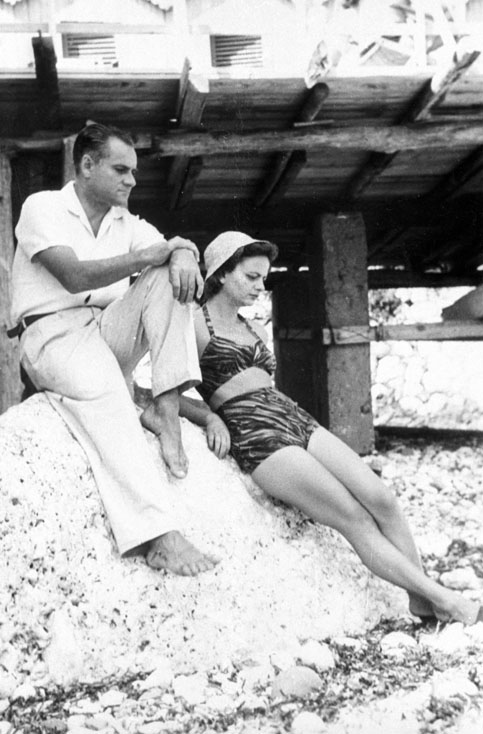
Elsa Morante și Alberto Moravia

Elsa Morante (n. 18 august 1912, Roma, Regatul Italiei – d. 25 noiembrie 1985, Roma, Italia) a fost o scriitoare, eseistă, poetă și traducătoare italiană. Anumiți critici literari o consideră drept una dintre cele mai importante romanciere de după al Doilea Război Mondial.

## Biografie
Născută la Roma, la nr. 7 din strada Anicia, Elsa Morante și-a petrecut copilăria în popularul cartier Testaccio. Fiica naturală a unei învățătoare evreice (Irma Poggibonsi, sau Poggibonzi, de loc din Modena) și a unui angajat al poștelor (Francesco Lo Monaco), la naștere a fost recunoscută de către Augusto Morante, fostul soț al Irmei, paznic într-o școală de corecție pentru tineri. 
Elsa a crescut alături de frații mai mici Aldo, Marcello (1916-2005 și el scriitor) și Maria (primul frate, Mario, a murit în fașe înainte ca ea să se nască), toți copii ai aceluiași Lo Monaco. Istoria acestei familii este oarecum deosebită, și amplu povestită în memoriile lui Marcello Morante, intitulate Maledetta Benedetta. Tatăl natural al Elsei s-a sinucis în anul 1943.
Elsa Morante a început de foarte tânără să scrie poezii și povești pentru copii, poezioare și povestiri scurte, care, începând din anul 1933 și până la începutul celui de-al Doilea Război Mondial, au fost treptat publicate în reviste de diferite tipuri. Dintre reviste trebuie amintite Coriere dei piccoli, Meridiano di Roma, I diritti della scuola (în care, printre altele, a fost publicat, în 29 de ediții, între 1935 și 1936, povestirea lungă sau romanul scurt, Qualcuno bussa alla porta) și mai ales revista Oggi (condusă de Mario Pannunzio și Arrigo Benedetti, în care Elsa a publicat semnând și cu pseudonime masculine: cu certitudine cel de Antonio Carrera și poate, dar nu foarte sigur, cu cel de Renzo sau Lorenzo Diodati). A colaborat și cu revista L’Eroica, condusă de Ettore Cozzani, unde a publicat între anii 1931 și 1937 patru poezii decadentiste și o povestire, Il bambino ebreo, recent descoperite și repropuse de cercetătorul Marco Bardini.
Prima sa carte a fost tocmai o colecție de povestiri pentru tineri, Il gioco segreto, publicat în anul 1941 la editura Garzanti. Acesteia i-au urmat, în anul 1941, o carte pentru copii, intitulată Le bellissime avventure di Cateri dalla trecciolina, publicată la edituta Einaudi (cartea este decorată cu ilustrații făcute de autoarea însăși ; parțial rescrisă, editura Einaudi a publicat în anul 1959 o versiune adăugită a acestei cărți intitulată Le straordinarie avventure di Caterina.
Prin intermediul pictorului Capogrossi, în 1936 Elsa Morante îl cunoaște pe scriitorul Alberto Moravia cu care se căsătorește pe 14 aprilie 1941. Împreună îi vor cunoaște și frecventa cei mai mari scriitori și gânditori italieni ai vremii, printre care Pier Paolo Pasolini (cu care Elsa va păstra lungă prietenie până la ruperea definitivă a relațiilor din jurul anului 1971), Umberto Sabba, Atttilio Bertolucci, Giorgio Bassani, Sandro Penna, Enzo Siciliano.
În timpul celui de-al Doilea Război Mondial, pentru a fugi de represaliile naziștilor, Elsa Morante și Alberto Moravia părăsesc Roma ocupată și se refugiază la Fondi, un sătuc aflat la câțiva kilometri de mare, din provincia Latina. Acea parte a Italiei Meridionale va apărea frecvent în operele viitoare ale celor doi scriitori; Elsa Morante vorbește despre ea mai ales în romanul La Storia.
În această perioadă, pe lângă începerea traducerii jurnalului Katherine Mansfield, începe să scrie romanul Menzogna e Sortilegio.
După sfârșitul războiului, Elsa Morante și Alberto Moravia îl cunosc pe traducătorul american Willaim Waver, care i-a ajutat să ajungă la publicul american.
Prin intermediul Nataliei Ginsburg, Elsa Morante a publică primul său roman, Menzogna e Sortilegio la editura Einaudi în anul 1948 și, datorită susținerii criticului Giacomo Debenedetti, în același an, romanul său câștigă Premiul Viareggio pe care îl împarte cu Aldo Palazzeschi. 
Romanul a fost publicat apoi în Statele Unite cu titlul House of Liars, în anul 1951 (tradus de Adrienne Foulke și Andrew Chiappe datorită lui William Weaver, care va traduce apoi romanele La Storia și Aracoeli). Însă, din păcate, Elsa Morante nu a fost niciodată mulțumită de această traducere care produsese tăieri de aproximativ 150 de pagini în original.
Anii care au urmat romanului Menzogna e sortilegio au fost caracterizați de un interes crescut pentru cinema, interes care și după aceea, nu o va păsări pe autoare. În anul 1949 apare un prim proiect conceput în colaborare cu Alberto Lattuda, cu care Elsa Morante scrie planul pentru un film care ar fi trebuit să se numească Miss Italia; în anul 1952 apare un al doilea proiect împreună cu Franco Zeffirelli pentru un film cu titlul Verranno a te sull’aure… , dar niciunul din cele două filme n-a fost realizat. Filmul Miss Italia, pe care Duilio Coletti l-a regizat în 1950 având-o ca protagonistă pe Gina Lollobrigida, e complet diferit față de proiectul precedent și a fost realizat după ce producătorul Carlo Ponti a respins planul Lattudata-Morante, considerat insuficient de comercial.
Între anii 1951 și 1952 Elsa Morante a ținut și o rubrică de critică cinematografică la radio, care din păcate s-a încheiat într-un mod foarte trist: scriitoatea a fost nevoită să-și dea demisia din cauza unui act de cenzură la care fusese supusă conducerea firmei RAI. Interesul pentru cinema, în orice caz, nu a scăzut, din contră s-a accentuat darorită prieteniei cu Pasolini. Elsa a apărut, pentru scurt timp ca figurantă în rolul unei deținute în filmul Accattone în 1961; pe lângă acestea, a fost aproape întotdeauna alături de Pasolini în timpul turnării filmelor acestuia din anii ’60.
A fost prezentă pe platorurile de filmare de la Il Vangelo secondo Matteo în calitate de ajutor-regizor (neacreditată), și a colaborat deseori, în mod anonim, la realizarea coloanei sonore a acestui film; unica coloană sonoră care i-a fost totuși acreditată este, însă, aceea a filmului Medeea (1970). În sfârșit, aparțin Elsei Morante cuvintele din balada pe care un bofon de curte o cântă pe muzica lui Nino Rota în filmul Romeo și Julieta (1968) în regia lui Zeffirelli.
Următorul roman al Elsei Morante, L’isola di Arturo, bucurându-se de mare succes din partea publicului și a criticii, a apărut în Italia în anul 1957, tot la editura Einaudi (câștigă Premiul Strega). În anul 1962, romanul a stat la baza unui film omonim în regia lui Damiano Damiani.
În 1958, la editura Longaresi, apare culegerea de 16 poezii Alibi, care cuprinde, pe lângă poezia din titlu și celelalte poezii care fuseseră deja incluse în interiorul romanelor Menzogna e sortilegio și L’isola di Arturo și poezia Avventura, deja publicată în 1951 în revista Botteghe Oscure sub titlul L’Avventura.
La începutul anilor ’60 scriitoarea pregătește o a doua culegere de povestiri, publicată la editura Einaudi în 1963, Lo sciale andaluso, în care se întâlnesc câteva din povestirile deja publicate în Gioco segreto și altele mai recente.
În 1965 publică, după ce fusese prezentată în diferite ocazii la Torino, Milano și Roma, conferința Pro sau contra bombei atomice. 
Textul în care Elsa Morante își expune cu mare curaj și claritate crezul poetic este un scurt eseu de mare implicare morală: poezia menține vie realitatea și învinge irealitatea.
Elsa Morante și Alberto Moravia s-au căsătorit în anul 1961, fără să mai divorțeze. Cu câțiva ani înainte, Elsa Morante avusese o relație tumulotoasă cu regizorul Luchino Visconti, și la începutul anilor ’60 se apropiase de pictorul neworkez Bill Morrow, care a murit câzând de pe un zgârienor. În acei ani prietenii săi au fost Cesare Garboli și actorul Carlo Cecchi (cei care vor îngriji apoi Operele sale în colețcia I Meridiani de la editura Arnoldo Mondadori Editore)
Foarte marcată de doliul provocat de moartea lui Morrow, Elsa Morante a continuat să scrie, chiar dacă sporadic, lucând în acei ani la un roman care însă nu a văzut niciodată lumina tiparului: Senza i confronti della religione. În anul 1968 publică Il mondo salvato dai ragazzini, o culegere, sau un canzonier, care unește în mod bizar forme de poezie tradițională, cântece, un singur act teatral, povestioare moralizatoare.
Apoi, începând cu 1971, reluând unele personaje și teme din vechiul proiect Senza i confronti della religione, începe să scrie romanul La Storia. Cartea, cu o acține plasată la Roma în timpul celui de-al Doilea Război Mondial, apare în anul 1974 (din dorința scriitoarei, cartea a fost publicată de la început în varianta economică în colecția Gli struzzi de la editura Einaudi,) și a avut imediat un mare succes în ceea ce privește vânzările și faimă internațională, dar a primit și atacuri nemiloase din partea unor critici militanți, fie de dreapta, fie de stânga, care au dovedit a avea mari dificultăți ideologice în a pătrunde semnificația profundă a romanului. Editor al romanului La Storia, la editura Einaudi, a fost Elena de Angeli. Luigi Comencini s-a insiprat din roman pentru un scenariu TV interpretat de Claudia Cardinale.
Ultimul roman al Elsei Morante este Aracoeli, publicat tot la editura Einaudi în anul 1982, roman distins în anul 1982 cu Prix Medicis.
Cu puțin timp înainte de a termina de scris sfârșitul romanului, căzând, își fracturează femurul fiind astfel nevoită să rămână mult timp la pat. 
După publicarea romanului descoperă că este foarte grav bolnavă; încearcă să se sinucidă în 1983, dar este salvată în extremis de guvernanta ei Lucia Mansi. Internată în clinică, a fost supusă unei intervenții chirurgicale colplexe, dar care nu a ajutat-o însă prea mult. A murit în anul 1985 în urma unui infarct.
În afara celor două volume citate din Opere, apărute în colecția Meridiani la editura Mondadori, anumite scrieri au fost publicate postum; de exemplu: jurnalul oniric din anul 1938 Lettere ad Antonio, publicat chiar cu titlul Diario 1938, la editura Einaudi în anul 1989. În 2002 au fost strânse într-un volum îngrijit de Irene Babboni și Carlo Cecchi, Racconti dimenticati, 14 povestiri din Il gioco segreto, excluse din Lo sciale andaluso, și alte câteva povestiri răspândite prin diferite reviste, doisprăzece scurte fantezii infantile și o povestire nepublicată.
Acele fantezii infantile (ajunse la un număr de cincisprăzece) au fost publicate apoi separat la editura Einaudi în 2013 cu numele de Aneddotti infantili. Sunt o serie de povestiri para-autobiografice pe care scriitoarea le-a publicat între 1939 și 1940 la rubrica Il giardino d’infanzie de la revista Oggi.
În anul 2013 a apărut L’amata, o culegere de 596 de scrisori ale Elsei Morante, îngrijită de neoptul său, Damiele Morante în colaborare cu Giuliana Zagra.
Manuscrisele sale sunt păstrate la Biblioteca Națională Centrală din Roma care a găzduit două expoziții dedicate scriitoarei: prima în 2006 (Le stanze di Elsa) și a doua în 2012 (Santi, Sultani e Gran Capitani in camera mia).

## Opere traduse în limba română
Insula lui Artur, traducere de Constantin Ioncica, București, Editura pentru literatură, 1968